# A Dona da História
A Dona da História é um filme brasileiro de 2004, do gênero romance, dirigido por Daniel Filho e estrelado por Marieta Severo, Débora Falabella e Antônio Fagundes. O roteiro do longa é baseado em uma peça teatral de João Falcão, adaptado para o cinema por João Emanuel Carneiro, Daniel Filho e Tatiana Maciel.
No Grande Prêmio do Cinema Brasileiro de 2005 o filme foi indicado nas categorias: Melhor Roteiro Adaptado, Melhor Direção de Arte, Melhor Fotografia, Melhor Figurino e Melhor Montagem.

## Sinopse
Aos 55 anos de idade, Carolina (Marieta Severo) passa por uma crise pessoal. O casamento não vai bem, alguns sonhos da juventude não se realizaram e ela amarga o fato de não ter experimentado tudo o que gostaria na vida. Revisitando seu passado, na década de 1960, Carolina (Jovem: Débora Falabella) uma jovem estudante que se encantou pelo militante de esquerda Luís Cláudio (Jovem: Rodrigo Santoro). A paixão fulminante terminou em um pedido de casamento, vieram os quatro filhos e o fantasma da rotina.
Fazendo um balanço de sua vida, Carolina tenta desvendar o que teria sido dela se tivesse tomado outros caminhos. Enquanto isso, o marido tenta vender o apartamento da família para conhecer Cuba. Durante esse flashback Carolina tem uma chance misteriosa de viajar no tempo, conseguindo interagir com ela mesma no passado e impedindo seu próprio casamento.  A partir dai ela se torna "a dona da história", podendo testar todas as possibilidades que ela tinha imaginado e vivendo caminhos completamente imprevisíveis em busca de uma vivência que ela considerava perdida.

## Elenco
Abaixo o elenco principal do longa:
- Marieta Severo como Carolina
  - Débora Falabella como Carolina (jovem)
- Antônio Fagundes como Luiz Cláudio
  - Rodrigo Santoro como Luiz Cláudio (jovem)
- Renata Sorrah como Maria Helena/Vívian Maia
  - Fernanda Lima como Maria Helena (jovem)
- Daniel de Oliveira como Paulinho
- Giulia Gam como mãe de Carolina

## Produção
A Dona da História é o sétimo filme de Daniel Filho, o segundo adaptado de um sucesso no teatro. As filmagens começaram a ser rodadas no dia 13 de janeiro de 2004, no Rio de Janeiro. A última cena foi gravada em uma sexta-feira, no dia 17 de maio de 2004, nos estúdios Herbert Richers. Em uma entrevista a respeito das filmagens Santoro disse que se divertiu: "É uma comédia romântica, sem situações engraçadas e tudo funcionava na medida, na hora certa", disse ele. "O personagem é um apaixonado, idealista em todas as suas fases", completa.

## Recepção

### Crítica
A crítica Angélica Bito, do website CineClick, deu 2 de 5 estrelas para o filme, ela disse que: "É como se a protagonista do longa, já madura no início do filme, olhasse para seu retrato aos 18 anos e chegasse à conclusão que talvez não tenha tido uma vida tão empolgante como achava que teria." Também disse que "É uma deliciosa comédia romântica que consegue pesar esses dois componentes básicos do gênero - comédia + romance - de forma a fazer o espectador não somente rir, mas sair cheio de sentimentos gostosos do cinema."

### Bilheteria
Em sua semana de estréia, A Dona da História conquistou o primeiro lugar no ranking dos filmes mais vistos no país. O longa-metragem atraiu 175 mil espectadores e obteve uma renda de R$ 1,4 milhões de reais. Na época quem ficou em segundo lugar foi o filme Rei Artur, que atraiu um público de cerca de 127 mil pessoas e arrecadou R$ 1 milhão.